# Argostemma parvifolium
Argostemma parvifolium är en måreväxtart som beskrevs av John Johannes Joseph Bennett. Argostemma parvifolium ingår i släktet Argostemma och familjen måreväxter.

## Underarter
Arten delas in i följande underarter:
- A. p. involucratum
- A. p. parvifolium